# Pilvax Károly
Pilvax Károly, születési nevén Karl Pillwax (Döbling, Bécs, 1812 vagy 1813 – Budapest, 1849. június 19.), osztrák származású magyar kávémester, a pesti Pilvax kávéház tulajdonosa 1842 és 1847 között.

## Élete
1812-ben vagy 1813-ban született a bécsi Döblingben, egy iskolamester gyermekeként. Fiatal korában hat éven át különféle vendégházakban dolgozott pincérként, majd három évig az I. Ferencz József nevű gőzhajón tevékenykedett vendéglősként. 1841. március 31-én Bécsben útlevélért folyamodott, és május 5-én elindult Pestre. Pesten kávéházat kívánt nyitni részben a mesterség iránti elköteleződése okán, részben pedig azért, hogy közelebb kerüljön szerelméhez, Giergl Mária Teréziához, aki a neves Györgyi-Giergl művészcsalád tagja volt.

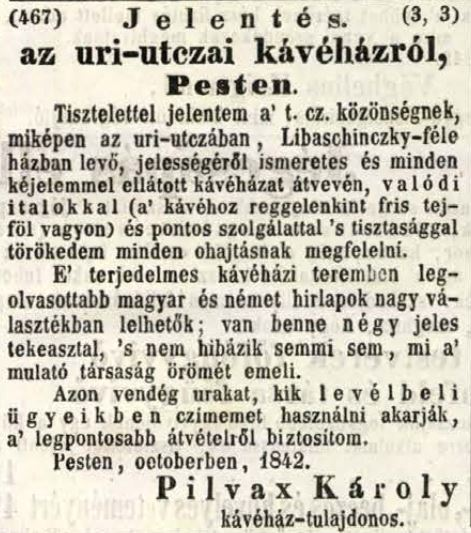
Pilvax Károly hirdetése a Pesti Hírlap 1842. október 27-i számában

Máriával már évekkel korábban találkozott Bécsben, és szoros kapcsolatukat levelezéssel tartották fenn. Az eljegyzésre 1841. december 27-én került sor, és bár az esküvő pontos dátuma nem ismert, valószínűleg Pillwax már házasként, 29 évesen kezdte meg vállalkozását. Ekkor magyarosította nevét is Karl Pillwaxról Pilvax Károlyra. A pesti Kis híd utcában (a mai Türr István utca elődje) kezdett borméréssel foglalkozni, majd 1842-ben sikeresen megpályázta a Libasinszky-örökösök kávéházának bérleti jogát. A már bejáratott Cafe Renessaince-t átvéve a név megváltoztatása mellett döntött, mivel úgy vélte, hogy kiejtése nehézkes lehet, így saját nevére keresztelte át a vendéglátóhelyet.
Pilvax nagy hangsúlyt fektetett arra, hogy kávéházát vonzóvá tegye a látogatók számára. Bár eleinte csak törve beszélte a magyar nyelvet, 1843 augusztusában a Pesti Hírlapban már egy hirdetésben számolt be arról, hogy kávéházát a kor stílusának megfelelően újíttatta fel Mollíe Edvard szobafestővel, a falakat pedig neves magyar hősök és hazafiak képeivel díszítette. Petőfi Sándor és baráti köre, a Tízek Társasága, valamint a márciusi ifjak, joghallgatók és fiatal értelmiségiek hamar megszokott vendégei lettek a kávéháznak.
Pilvax egészségi állapota azonban megromlott, így 1847-ben kénytelen volt visszavonulni. Krisztinavárosi kertes házában élt tovább, míg a kávéház vezetését átadta a főpincérnek, Fillinger Jánosnak. Fillinger új tulajdonosként nem változtatta meg a kávéház nevét, így hivatalosan továbbra is Pilvaxként működött, noha a korabeli sajtóban gyakran Fillinger (Pilvax) kávézóként említették. Pilvax Károly végül 1849. június 19-én, 36 éves korában hunyt el. Özvegye később újra férjhez ment, és az erdélyi Dicsőszentmártonban nyitott vendégfogadót.